# Jan Kisieliński
Jan Kisieliński (ur. 14 marca 1956 w Głownie) – polski polityk, działacz związkowy, poseł na Sejm II i III kadencji.

## Życiorys
Ukończył w 1980 Technikum Górnicze w Katowicach. Pracował jako sztygar zmianowy. Pełnił funkcję posła na Sejm II i III kadencji wybranego z listy Sojuszu Lewicy Demokratycznej w okręgu katowickim. W 2001 bezskutecznie ubiegał się o reelekcję.
Od początku lat 90. obejmował kierownicze stanowiska w związkach zawodowych. W latach 2002–2004 był wiceprzewodniczącym Ogólnopolskiego Porozumienia Związków Zawodowych. Do 2000 kierował Związkiem Zawodowym Górników w Polsce, następnie wszedł do rady krajowej związku. W 2005 został powołany w skład rady programowej SLD.
Otrzymał Złoty Krzyż Zasługi (1995) oraz Krzyż Oficerski Orderu Odrodzenia Polski (2002).